# Icarosaurus
Icarosaurus siefkeri
Genre
Espèce
Icarosaurus est un genre éteint de sauropsides découvert dans le New Jersey et datant du Trias supérieur (Carnien), soit il y a environ 230 Ma (millions d'années),.
Il était très proche du genre Kuehneosaurus, faisant partie comme lui de l'ordre des Eolacertilia et de la famille des Kuehneosauridae. La seule espèce connue est Icarosaurus siefkeri.

## Description
Il est proche des actuels lézards, car comme eux il appartient à l'infra-classe des Lepidosauromorpha. Sa taille était d'une dizaine de centimètres. Il possédait des côtes démesurément longues sur le côté des vertèbres dorsales, reliées par une membrane de peau. Cela lui permettait de planer, en se jetant du haut des arbres ou des falaises à la poursuite de ses proies favorites, les insectes. Il pouvait aussi échapper à ses prédateurs, comme les premiers dinosaures carnivores grâce à ces « ailes ». À l'atterrissage il pouvait replier ses ailes le long de son corps. Ce système de vol plané est aussi observé chez le Draco d'Insulinde et chez le fossile Coelurosauravus.